# Bahnhof Fujisawa
Der Bahnhof Fujisawa (jap. 藤沢駅, Fujisawa-eki) ist ein Bahnhof auf der japanischen Insel Honshū. Der bedeutende Verkehrsknotenpunkt befindet sich in der Präfektur Kanagawa auf dem Gebiet der Stadt Fujisawa. Er wird gemeinsam von den Bahngesellschaften JR East, Odakyū Dentetsu und Enoshima Dentetsu betrieben.

## Verbindungen
Fujisawa ist ein Kreuzungsbahnhof an der von JR East betriebenen Tōkaidō-Hauptlinie von Tokio über Nagoya nach Osaka, einer der bedeutendsten Bahnstrecken Japans. Nicht betrieblich mit ihr verbunden sind zwei Strecken von Unternehmen der Odakyu Group: einerseits die Odakyū Enoshima-Linie der Odakyū Dentetsu, andererseits die Enoshima-Dentetsu-Linie der Enoshima Dentetsu (auch Enoden genannt). Auf der Tōkaidō-Hauptlinie herrscht ein reger Verkehr mit einer Vielzahl von Nahverkehrs- und Eilzügen. Hervorzuheben sind insbesondere die Commuter Rapid (通勤快速, Tsūkin Kaisoku) und die Shōnan Liner (湘南ライナー, Shōnan Rainā) von Tokio nach Odawara. Tagsüber halten hier üblicherweise acht Züge je Stunde, während der morgendlichen Hauptverkehrszeit bis zu 24 Züge je Stunde; dazu gehören einzelne Verbindungen der Shōnan-Shinjuku-Linie über die nominelle Endstation Ōfuna hinaus nach Odawara.
Auf der Enoshima-Linie halten zuschlagpflichtige Romancecar-Schnellzüge, die Shinjuku im Zentrum Tokios mit Fujisawa oder Katase-Enoshima verbinden (sieben Zugpaare an Werktagen, zehn an Wochenenden und Feiertagen). Ebenso halten hier sämtliche Eilzüge der Zuggattungen Express und Rapid Express, die ab Shinjuku verkehren und zusammen einen angenäherten 20-Minuten-Takt bilden. An Werktagen ist Fujisawa die Endstation, an Wochenenden und Feiertagen fahren fast alle Eilzüge weiter bis nach Katase-Enoshima. Die Nahverkehrszüge fahren im Zehn-Minuten-Takt und sind überwiegend auf die Verbindung zwischen Sagami-Ōno und Katase-Enoshima beschränkt (die nördliche Endstation einzelner Züge ist Machida).
Züge der Enoden fahren zu allen Tageszeiten in einem festen Zwölfminutentakt nach Kamakura. Fujisawa ist auch eine bedeutende Drehscheibe des lokalen und regionalen Busverkehrs. Auf beiden Seiten des Bahnhofs befindet sich je ein großer Busterminal mit mehreren Bussteigen. Der nördliche wird von drei Dutzend Linien der Gesellschaften Enoden Bus, Fujikyū Bus, Kanagawa Chūō Kōtsū, Narita Kūkō Kōtsū und Tōbu Bus bedient, der südliche von 20 weiteren Linien der Gesellschaften Enoden Bus, Keihin Kyūkō Bus und Nankai Bus.

## Anlage
Der Bahnhof steht im zentralen Stadtteil Minamifujisawa, dem wichtigsten urbanen Geschäftszentrum der Region Shōnan, in dem zahlreiche Warenhäuser, Supermärkte und Einkaufsstraßen sowie öffentliche Gebäude zu finden sind. Die Anlage besteht aus drei betrieblich getrennten Teilen, die durch eine unterirdische, von Läden gesäumte Fußgängerpassage miteinander verbunden sind. Der JR-Bahnhofteil ist ein von Osten nach Westen ausgerichteter Durchgangsbahnhof. Er besitzt vier Gleise, die alle dem Personenverkehr dienen und an zwei überdachten Mittelbahnsteigen liegen. Darüber spannt sich das Empfangsgebäude in Form eines Reiterbahnhofs, der den nördlichen mit dem südlichen Bahnhofsvorplatz verbindet. Neben dem Nordeingang steht das einer JR-East-Tochtergesellschaft gehörende Einkaufszentrum Lumine Fujisawa mit Dutzenden von Geschäften.
An die Südseite des JR-Bahnhofs angebaut ist der Odakyū-Bahnhofteil. Dieser besitzt ebenfalls vier Gleise an zwei überdachten Mittelbahnsteigen, ist aber ein Kopfbahnhof. Eine überdachte Fußgängerbrücke am westlichen Ende stellt eine zusätzliche Verbindung untereinander sowie zu den JR-Bahnsteigen her. Die Trasse der Enoshima-Linie erreicht den Bahnhof aus westlicher Richtung. Sämtliche hier verkehrenden Züge müssen einen Fahrtrichtungswechsel vornehmen. Der vollständig eingehauste Enoden-Kopfbahnhof befindet sich auf der gegenüberliegenden Seite des südlichen Bahnhofsvorplatzes, im zweiten Stockwerk des Odakyū-Warenhauses. Das einzige Gleis wird beidseits von Seitenbahnsteigen flankiert, wobei der eine einsteigenden und der andere aussteigenden Fahrgästen vorbehalten ist.
Im Fiskaljahr 2019 nutzten durchschnittlich 202.796 Fahrgäste täglich den Bahnhof. Davon entfielen 108.873 auf JR East, 81.966 auf die Odakyū Dentetsu und 11.957 auf die Enoshima Dentetsu.

## Bilder

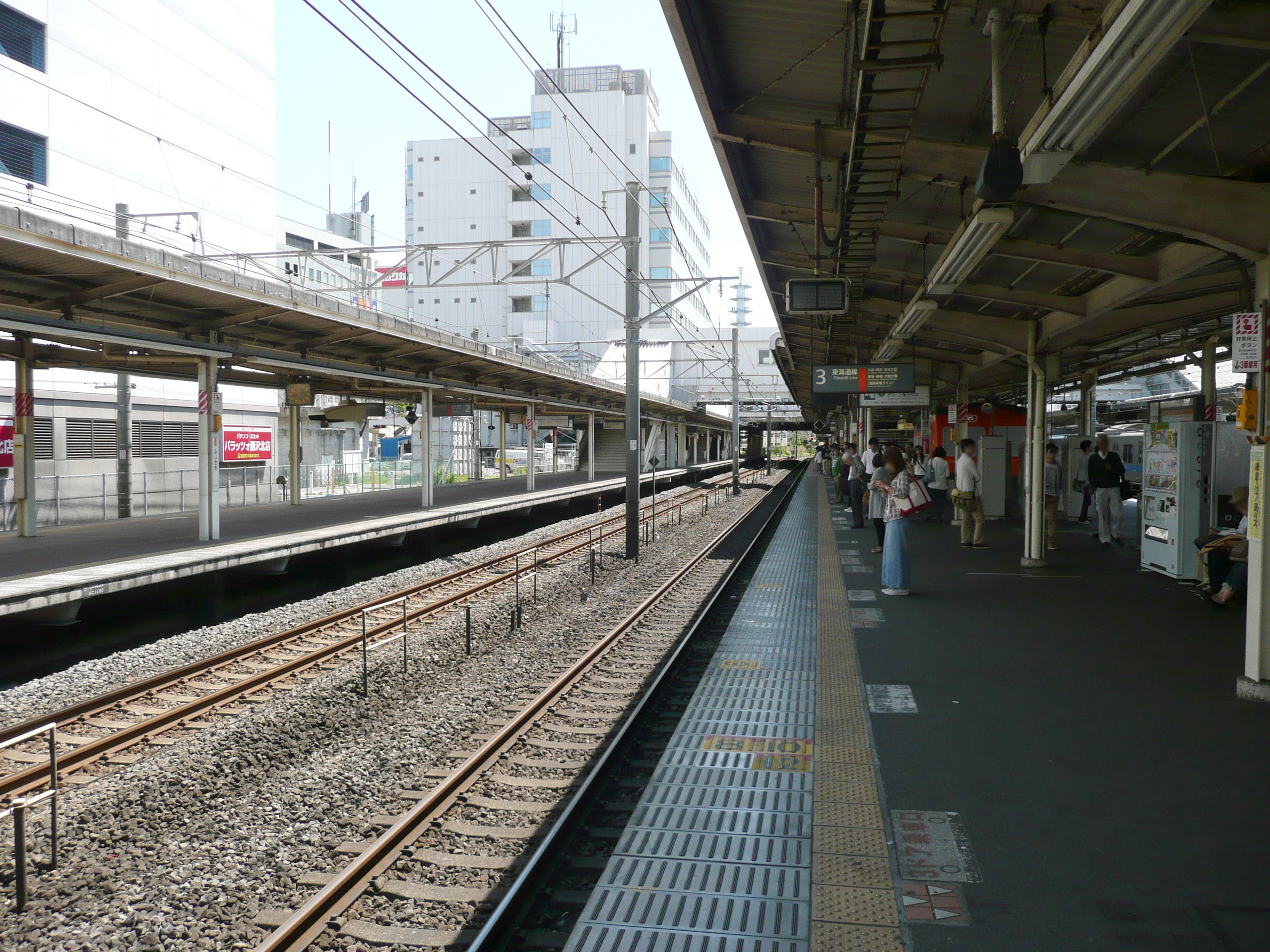
Bahnsteige an der Tōkaidō-Hauptlinie
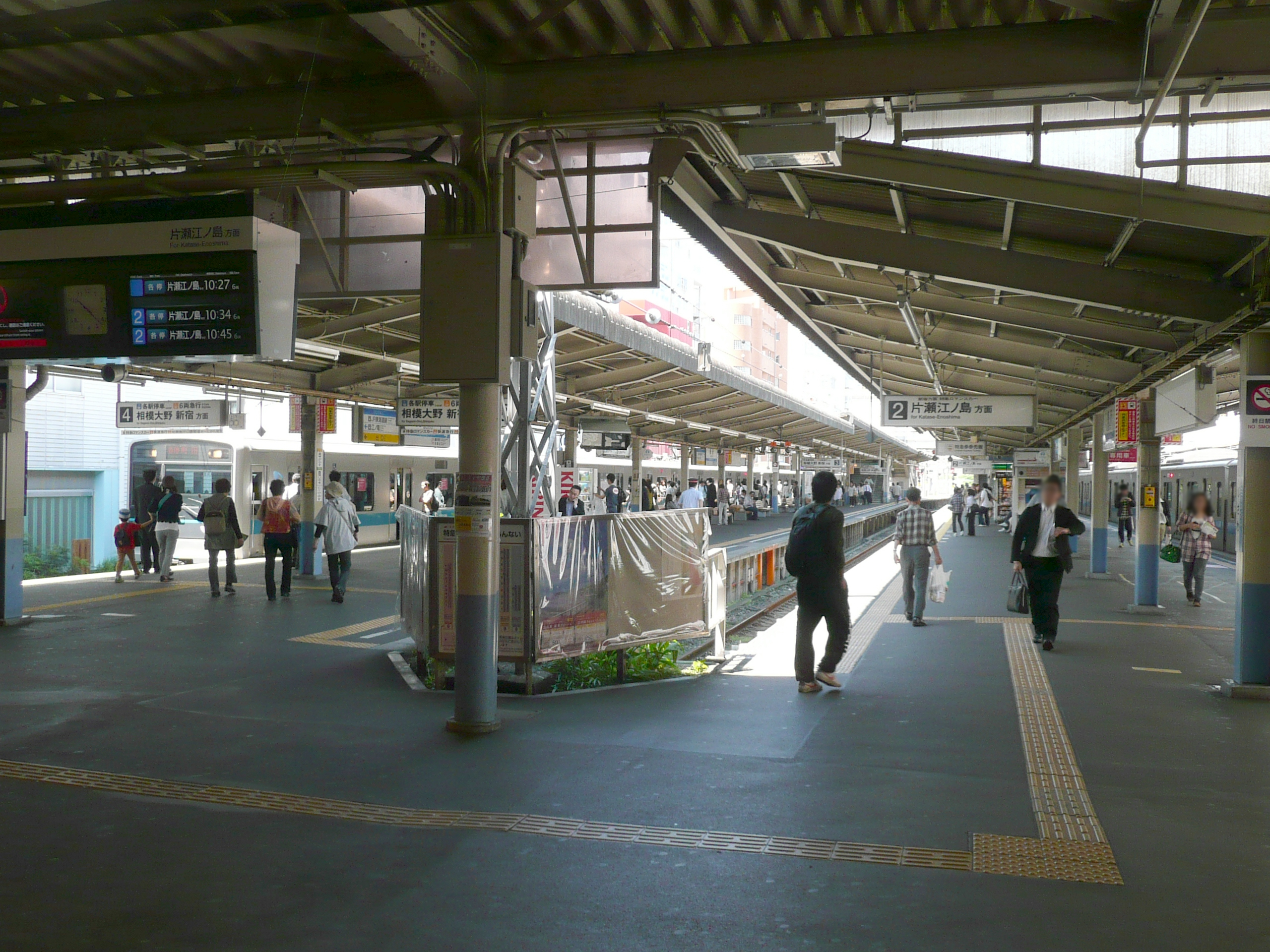
Odakyū-Kopfbahnhof
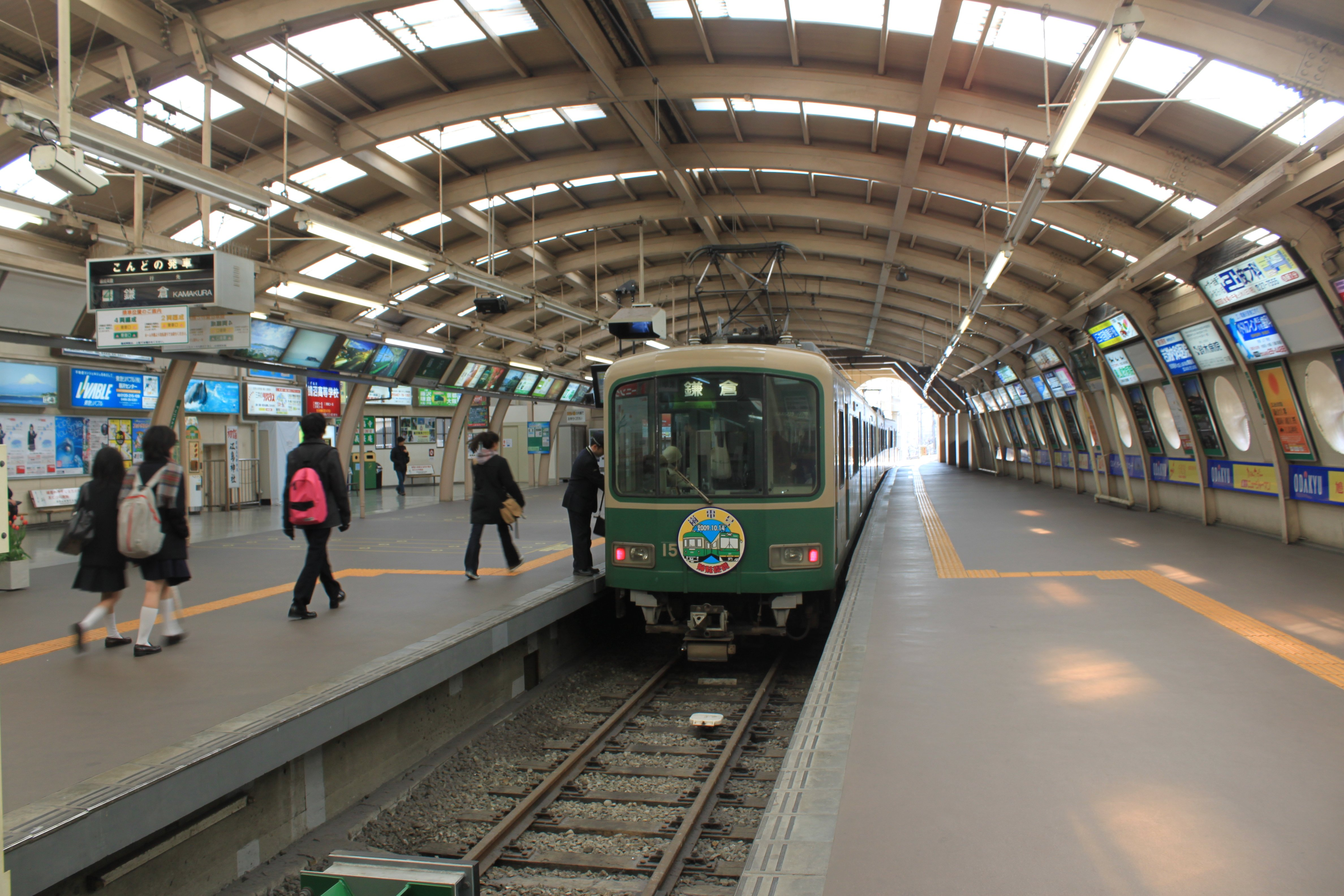
Enoden-Kopfbahnhof
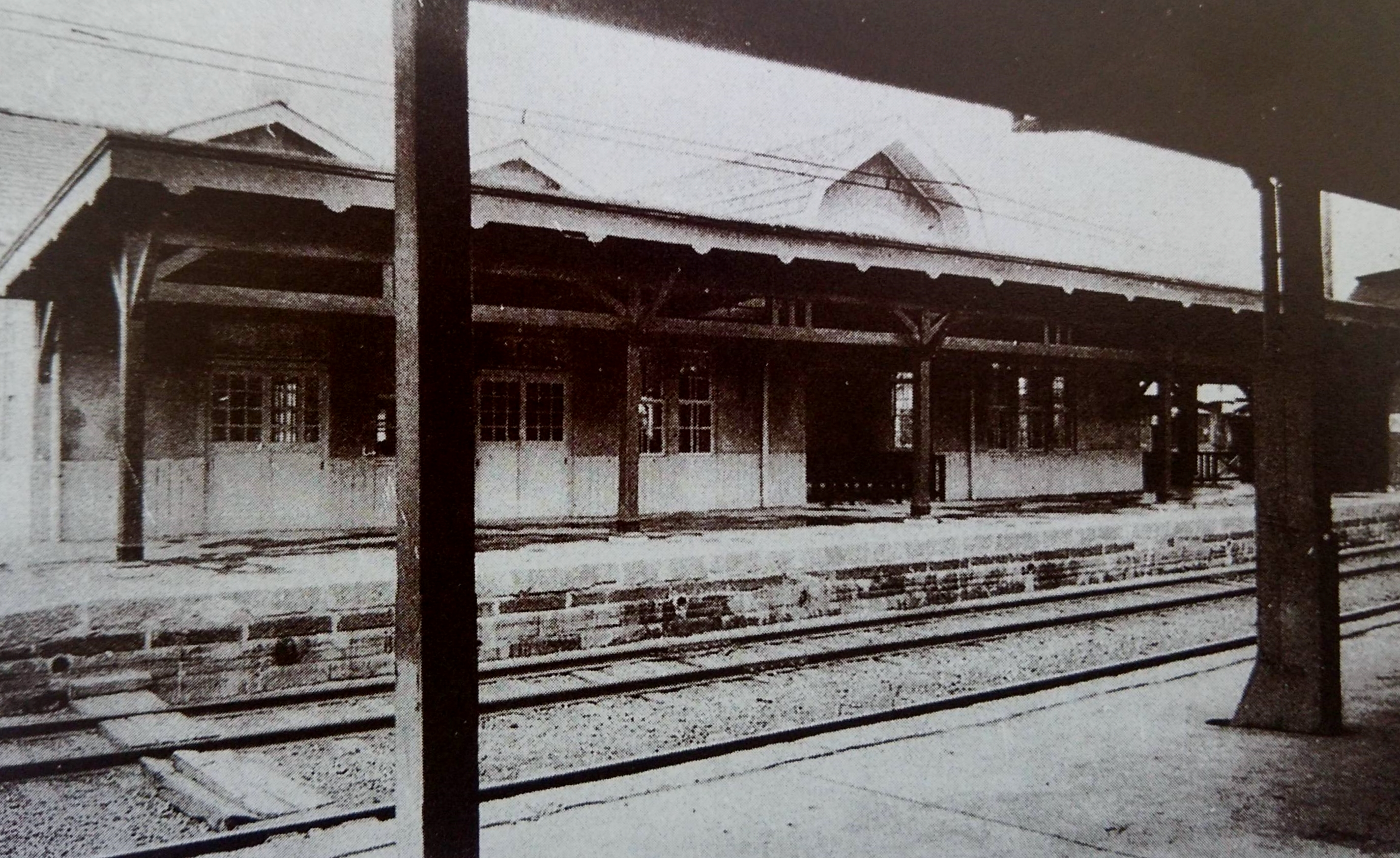
Bahnhof Fujisawa (1924)
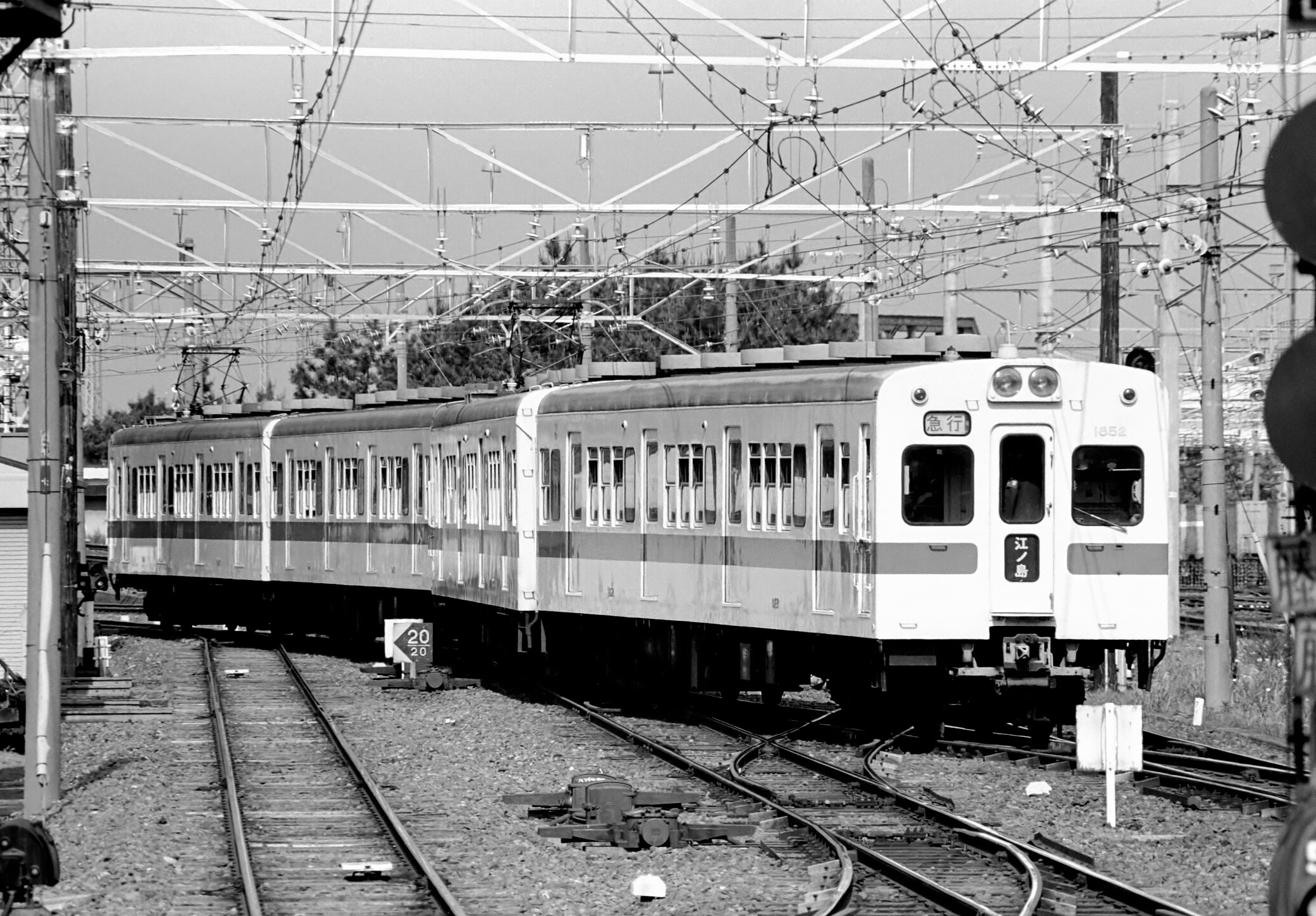
Odakyū-Schnellzug nach Katase-Enoshima (1979)
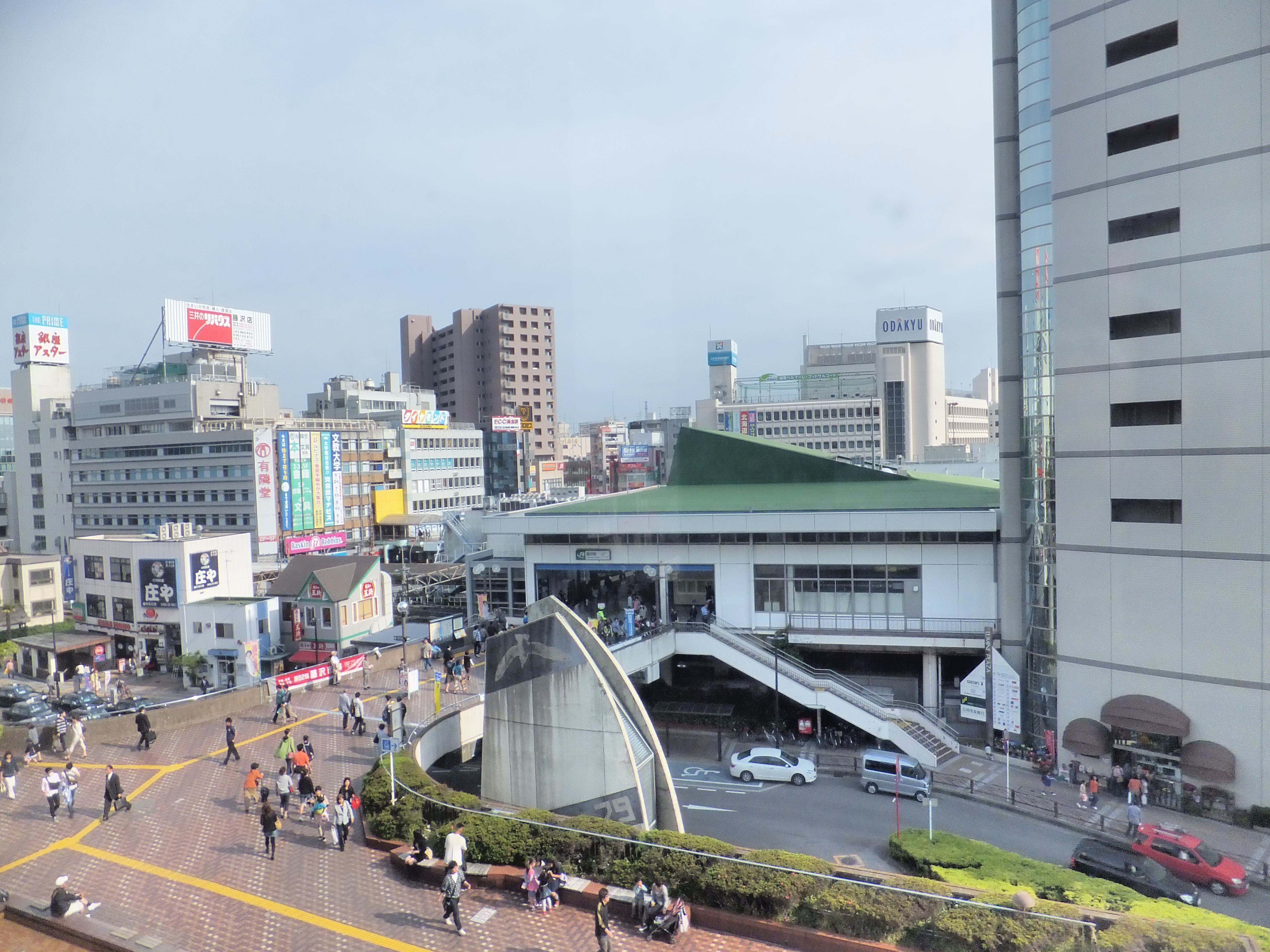
Nordausgang (Mai 2012)

## Gleise
JR East
| 1 | ▉ Tōkaidō-Hauptlinie    | Yokohama • Tokio                   |
| 2 | ▉ Tōkaidō-Hauptlinie    | Kōzu • Odawara                     |
| 3 | ▉ Shōnan-Shinjuku-Linie | Yokohama • Tokio • Ueno • Shinjuku |
| 4 | ▉ Shōnan-Shinjuku-Linie | Odawara • Atami                    |

Odakyū Dentetsu
| 1/2 | ▉ Odakyū Enoshima-Linie | Katase-Enoshima                 |
| 3/4 | ▉ Odakyū Enoshima-Linie | Sagami-Ōno • Machida • Shinjuku |

Enoshima Dentetsu
| – | ▉ Enoshima-Dentetsu-Linie | Enoshima • Kamakura |

## Linien
| Verlauf der Tōkaidō-Hauptlinie (Tokio–Atami) |
| --- |
| Tokyo • Shimbashi • Shinagawa • Kawasaki • Yokohama • Totsuka • Ōfuna • Fujisawa • Tsujidō • Chigasaki • Hiratsuka • Ōiso • Ninomiya • Kōzu • Kamonomiya • Odawara • Hayakawa • Nebukawa • Manazuru • Yugawara • Atami |

| Verlauf der Odakyū Enoshima-Linie |
| --- |
| Sagami-Ōno • Higashi-Rinkan • Chūō-Rinkan • Minami-Rinkan • Tsuruma • Yamato • Sakuragaoka • Kōza-Shibuya • Chōgo • Shōnandai • Mutsuai-Nichidai-mae • Zengyō • Fujisawa-Hommachi • Fujisawa • Hon-Kugenuma • Kugenuma-Kaigan • Katase-Enoshima |

## Geschichte
Die staatliche Eisenbahnverwaltung eröffnete den Bahnhof am 11. Juli 1887, zusammen mit dem Teilstück Sakuragichō–Kōzu der Tōkaidō-Hauptlinie. Damals lag der Bahnhof etwa einen Kilometer südlich des historischen Stadtzentrums in einer dünn besiedelten Gegend; im Laufe der Jahrzehnte entstand jedoch ein modernes Geschäftszentrum. Am 1. September 1902 folgte die Inbetriebnahme des ersten Teilstücks der Enoshima-Dentetsu-Linie von Fujisawa nach Enoshima (acht Jahre später reichte die Strecke bis nach Kamakura). Schließlich kam am 1. April 1929 die gesamte Odakyū Enoshima-Linie von Sagami-Ōno über Fujisawa nach Katase-Enoshima hinzu.
In den ersten Jahrzehnten waren die drei Teile des Bahnhofs baulich getrennt, bis zur Eröffnung der unterirdischen Fußgängerpassage am 1. September 1965. Am 1. Oktober 1969 verlagerte die Japanische Staatsbahn den Güterumschlag zum zwei Kilometer östlich gelegenen Güterbahnhof Shōnan (in Betrieb bis 1985). Im Jahr 1974 ersetzte die Enoshima Dentetsu ihren Bahnhofteil durch einen Neubau. 1977 folgte die Odakyū Dentetsu diesem Beispiel, 1980 auch die Staatsbahn. Letztere stellte am 14. März 1985 die Gepäckaufgabe ein. Das Einkaufszentrum Lumine Fujisawa öffnete seine Tore am 1. Februar 1987, genau zwei Monate später ging der älteste Bahnhofteil im Rahmen der Staatsbahnprivatisierung in den Besitz der neuen Gesellschaft JR East über.
Ein im März 2012 vorgestellter Stadtentwicklungsplan bildete in den darauf folgenden Jahren die Basis einer städtebaulichen Neugestaltung rund um den Bahnhof. Unter anderem entstand in der Nähe das neue Rathaus, das im Dezember 2017 eröffnet wurde.